# Cirrocumulus

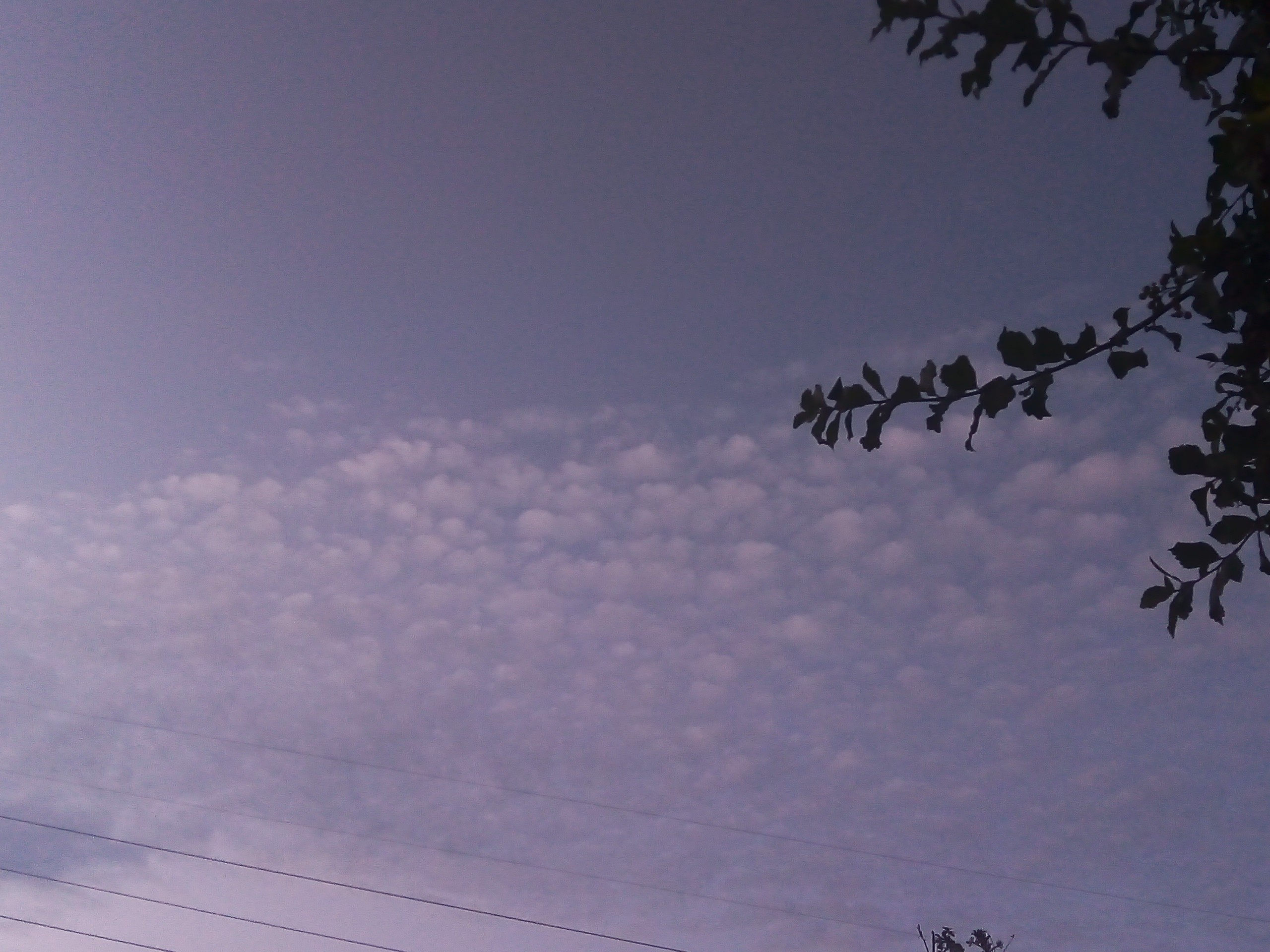
Cirrocumulus floccus

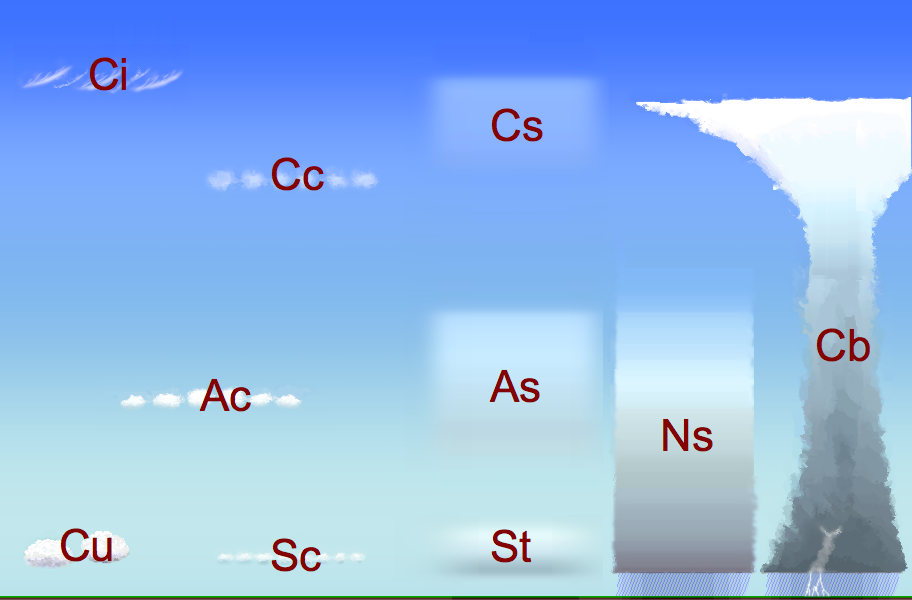
Mapa das nuvens. Nuvem Cirrocumulus são abreviadas como CC.

Cirro-cúmulos ou, em latim, cirrocumulus são nuvens delgadas, compostas de elementos muito pequenos em forma de grânulos e rugas. Indicam base de corrente de jato e turbulência. Com altitude de 6.000 a 10.000 metros.
Os cirrocumulus são cirrus com algum desenvolvimento vertical. São nuvens muito  finas, com uma textura regular (com um efeito ondulado com a aparência de escamas de peixe) formada por elementos pequenos (de largura aparente menor de 1º) com a forma de pontos, retalhos ou camadas. 
Formam-se em massas de ar com alguma instabilidade, quando a humidade e a temperatura são relativamente baixas. Confundem-se, por vezes, com os altocumulus mas distinguem-se deles porque têm uma massa individual menor e não têm sombras, mostrando que estão a altitudes muito elevadas. É o tipo de nuvem menos comum e forma-se geralmente a partir de cirrus ou cirrostratus.

## Tipos
Tipos de nuvens Cirrocumulus:
- Cirrocumulus undulatus
- Cirrocumulus castellanus
- Cirrocumulus floccus
- Cirrocumulus lenticularis
- Cirrocumulus lacunosus
- Cirrocumulus com mammatus

## Fotos

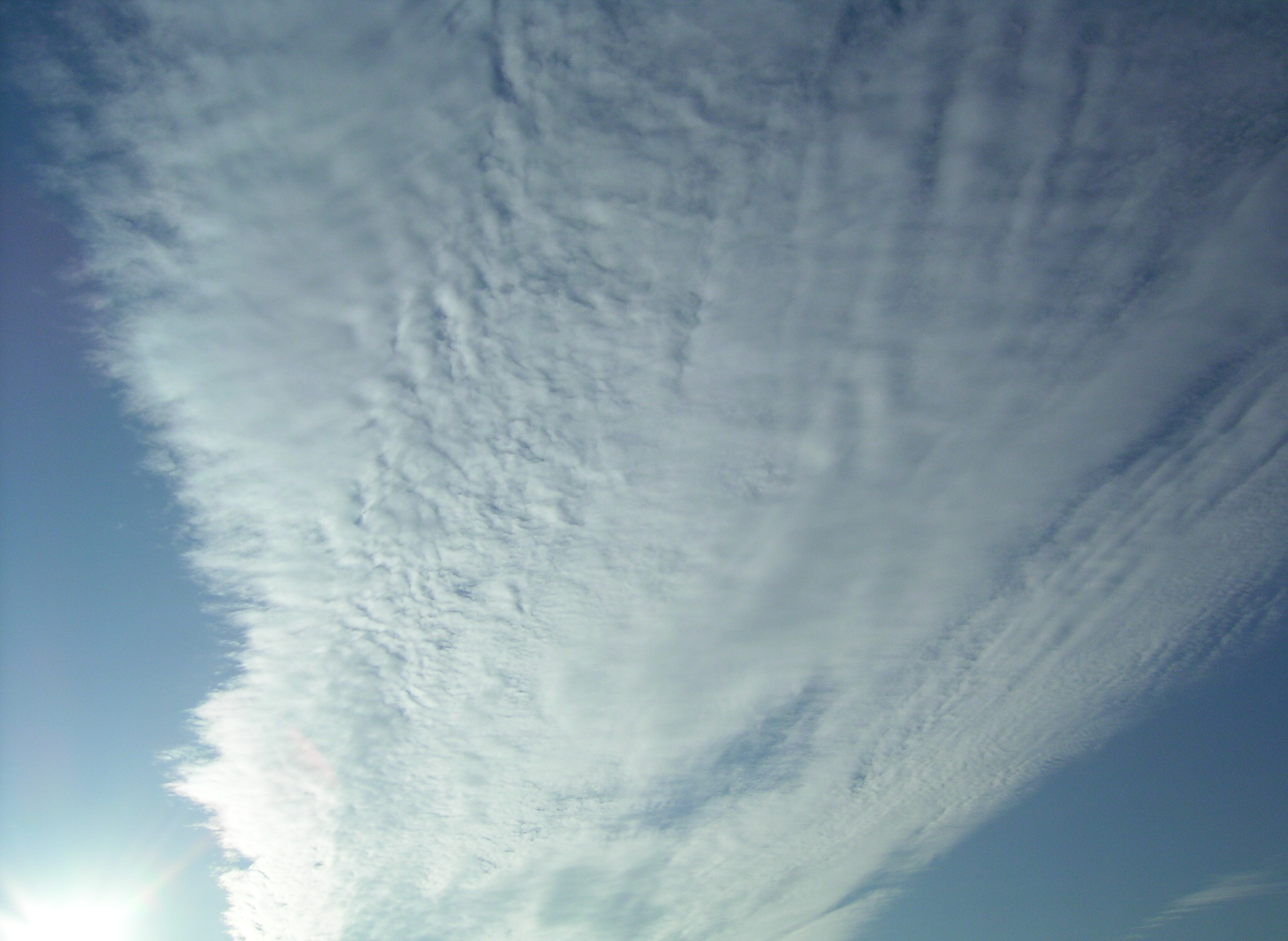
Grande Cirrocumulus
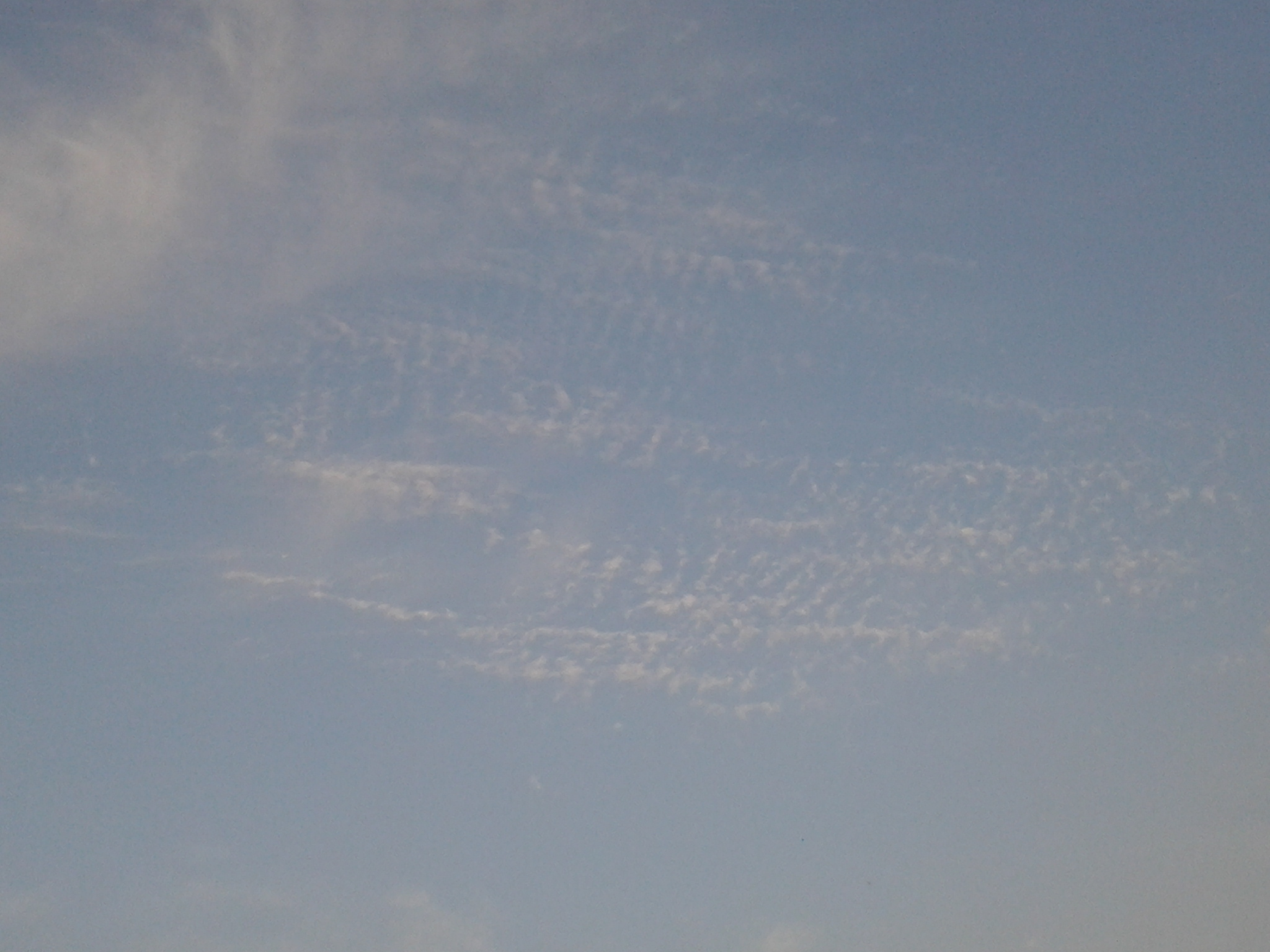
Cirrocumulus
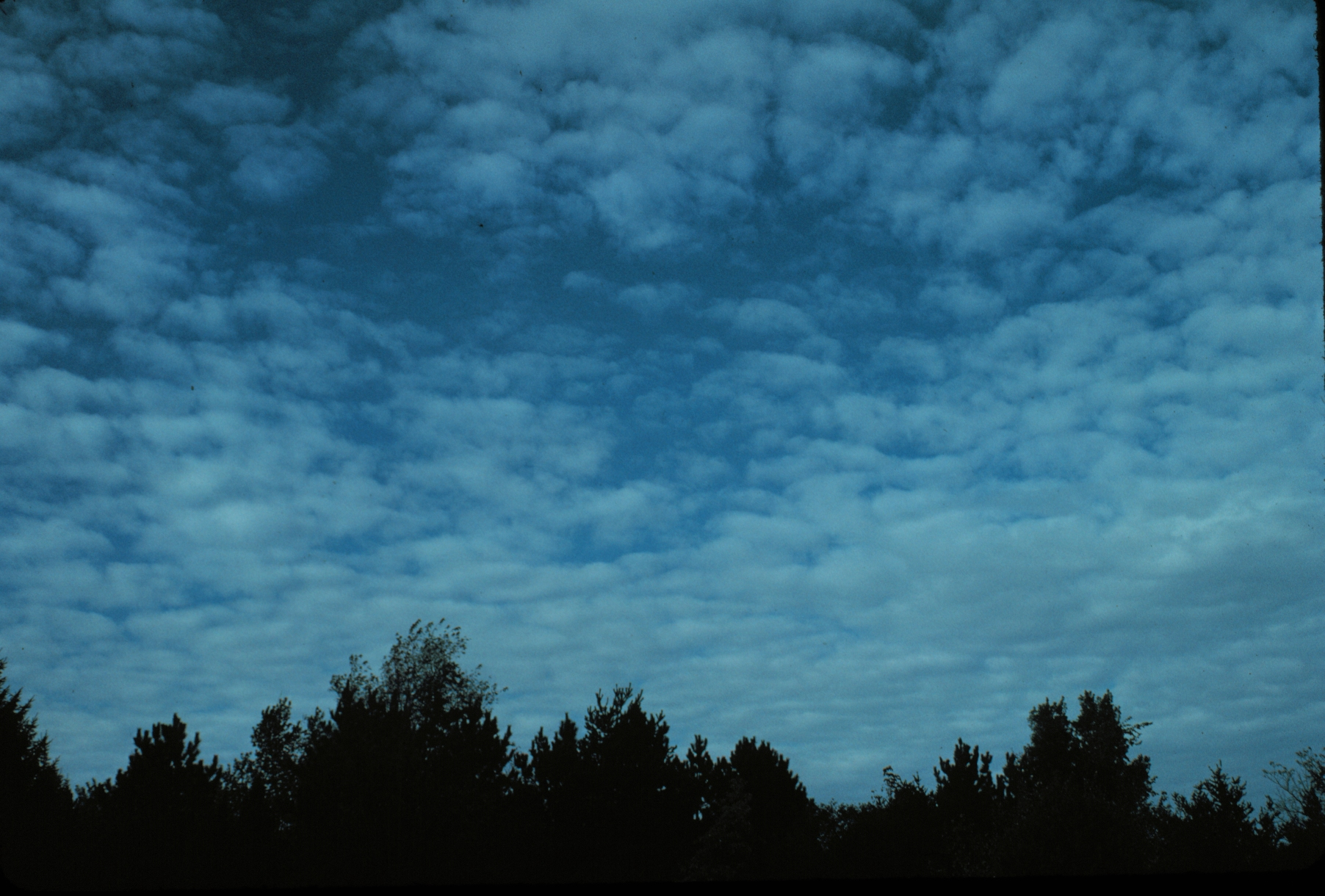
Cirrocumulus
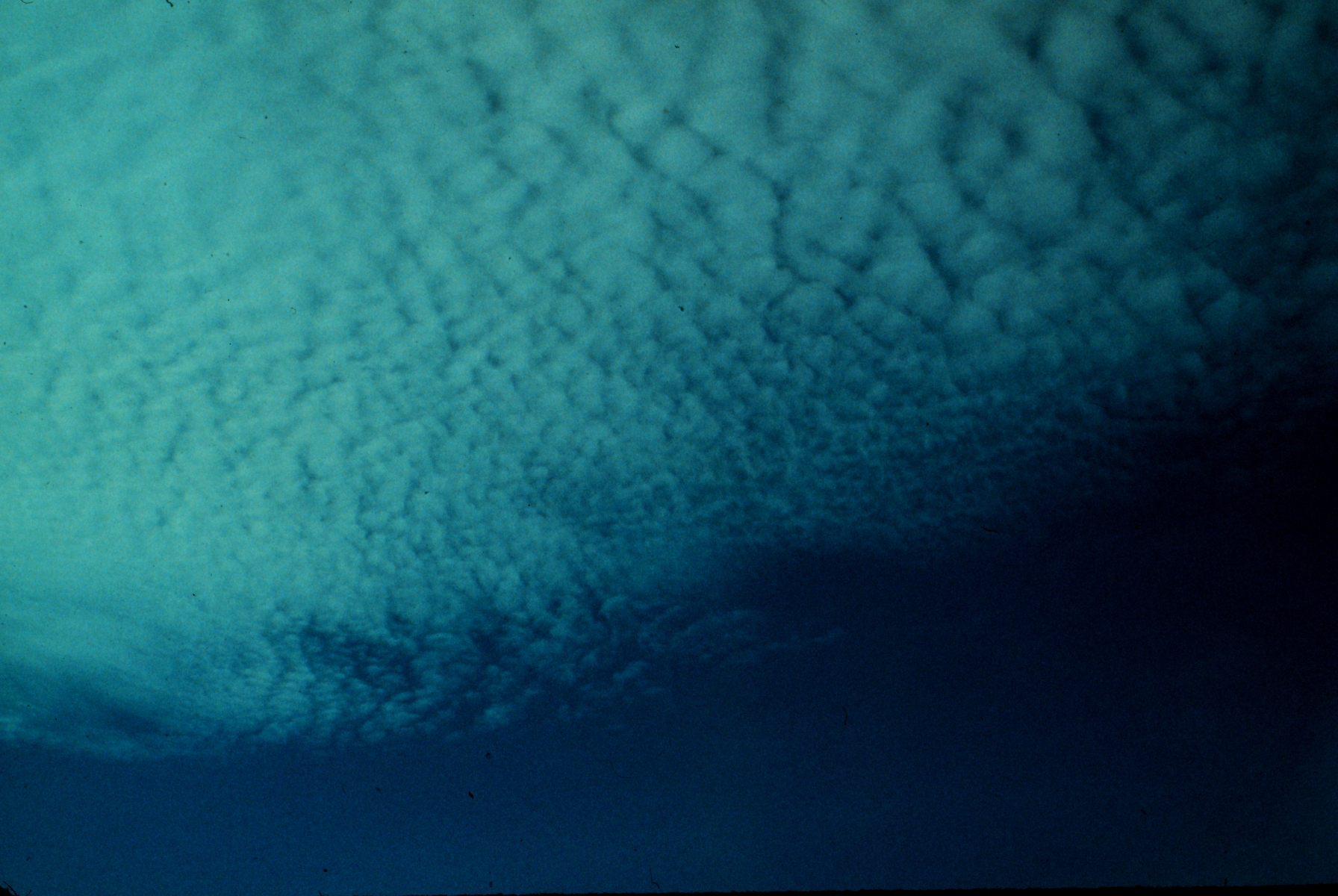
Cirrocumulus
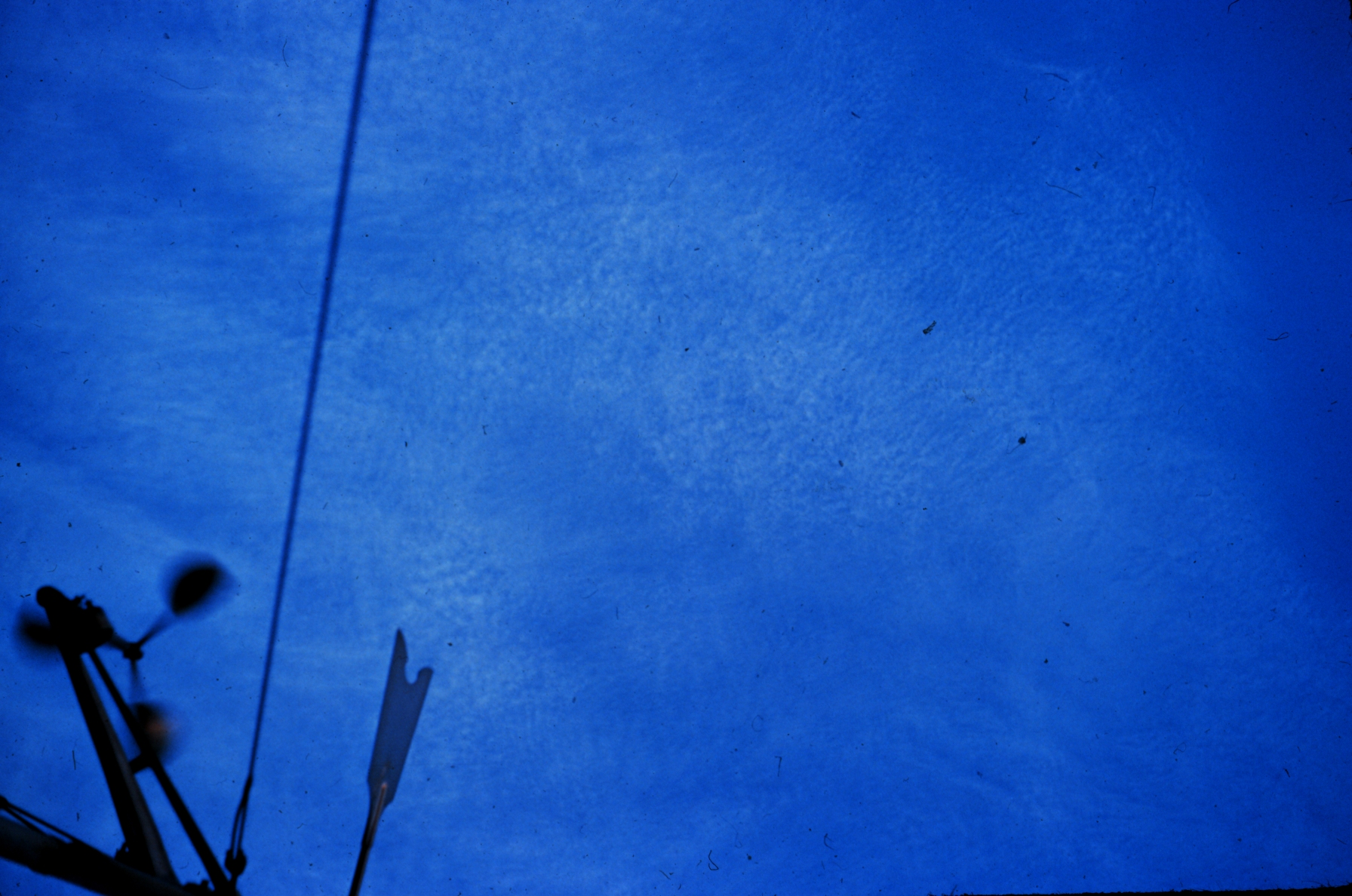
Cirrocumulus
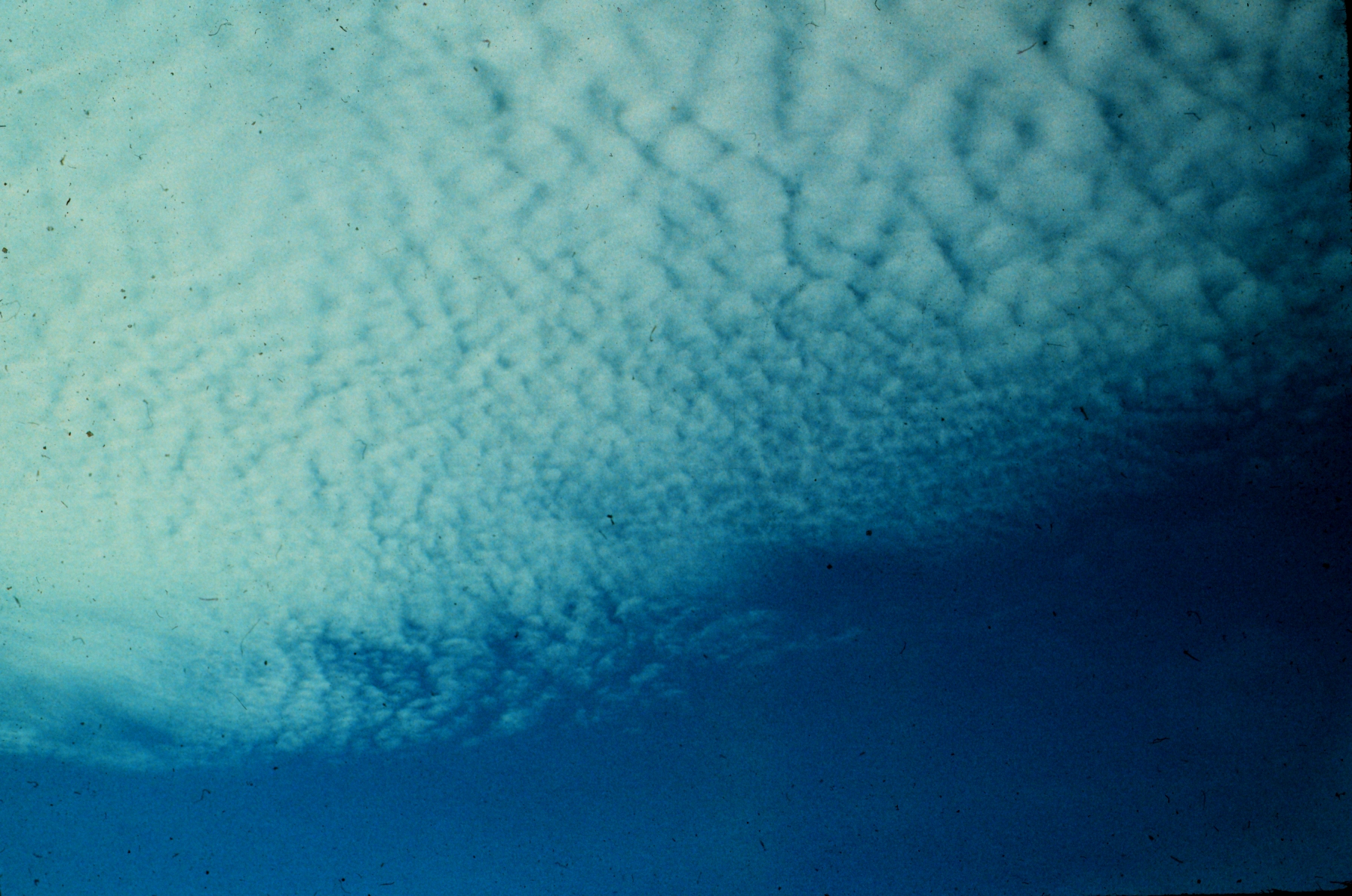
Cirrocumulus